# Jean-Conrad Hottinguer

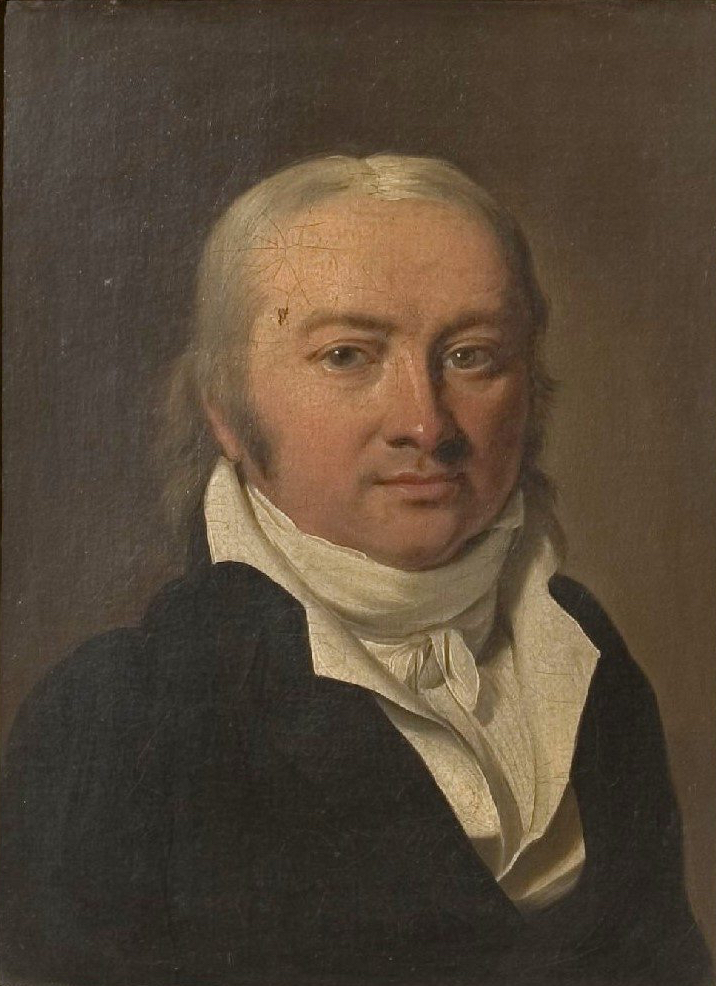
Jean-Conrad Hottinguer, gemalt von Louis-Léopold Boilly

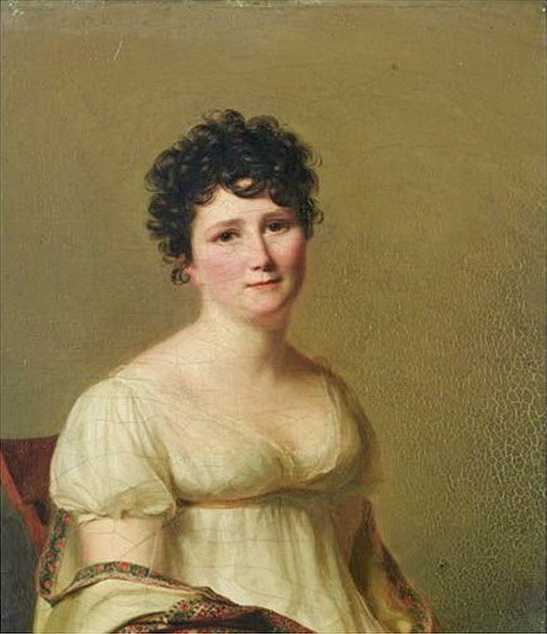
Martha Elisa Hottinguer (geb. Redwood), gemalt von Firmin Massot um 1808

Hans Konrad Hottinger, in Frankreich Jean-Conrad Hottinguer (* 15. Februar 1764 in Zürich; † 11. oder 12. September 1841 in Boissy-Saint-Léger; heimatberechtigt in Zürich) war ein Schweizer und später französischer Bankier und Politiker.

## Leben

### Familie
Jean-Conrad Hottinguer gehörte dem Zürcher Bürgergeschlecht Hottinger an und war der Sohn des Kaufmanns und Textilfabrikanten Johann Rudolf Hottinger (* 1739 in Zürich; † 1809 ebenda) und von dessen Ehefrau Anna Barbara (* 1742 in Zürich; † 1816), der Tochter von Hans Konrad Stockar (1710–1751). Er hatte drei Geschwister, die jedoch bereits in frühester Kindheit verstarben.
Er heiratete am 24. August 1793 in der St Clement Danes in London Martha Elisabeth (* 1765 in Newport; † 5. März 1830), die Tochter des Plantagenbesitzers Abraham Redwood (1728–1788) aus Newport im Bundesstaat Rhode Island. (Ihr Grossvater Abraham Redwood, 1709–1788, war Plantagenbesitzer, Sklavenhändler und Gründer der Redwood Library and Athenaeum in Newport.) Jean-Conrad Hottinguer und Martha Redwood hatten sich bei Hottinguers Englischlehrer in London kennengelernt. Gemeinsam hatten sie zwei Söhne und sechs Töchter, von welchen offenbar zwei in jungen Jahren verstarben.

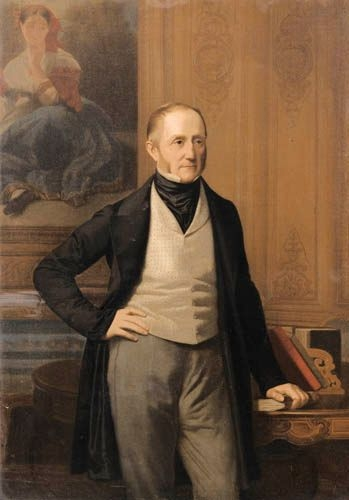
Jean-Henri (1803–1866), zweiter Baron Hottinguer
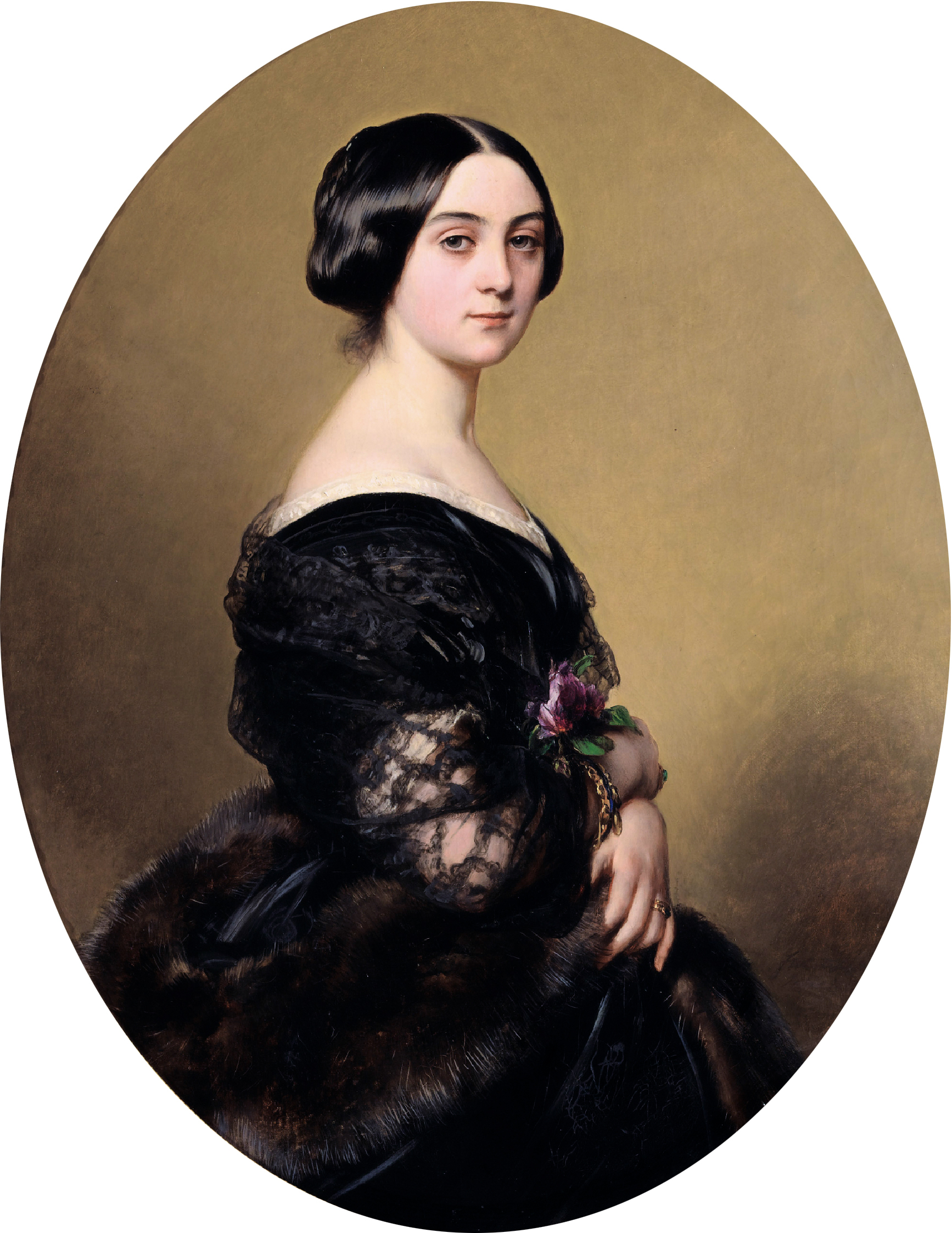
Caroline Hottinguer (geb. Delessert), gemalt von Franz Xaver Winterhalter
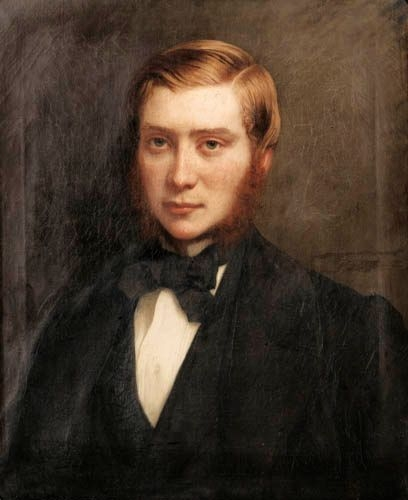
Rodolphe (1835–1920), dritter Baron Hottinguer

Der ältere Sohn, Jean-Henri (1803–1866), heiratete 1832 Caroline Delessert (1814–1880), Tochter des Bankiers François Delessert und Nichte von Jules Paul Benjamin Delessert. Deren gemeinsamer Sohn Rodolphe Hottinguer (1835–1920) war verheiratet mit Louise Friederike Henriette Maria (1845–1936), der Tochter des Bankiers Moritz von Bethmann; deren gemeinsame Tochter Marie-Louise Lucie (1870–1961) heiratete 1892 den Bergbauingenieur Albert de Dietrich (1861–1956).
Im Jahr 1819 erwarb Hottinguer das Château du Piple zwischen Boissy-Saint-Léger und Sucy-en-Brie von Karl Ludwig Schulmeister. Das Schloss blieb über seinen Tod hinaus im Besitz der Familie; sein Sohn Jean-Henri liess es 1850 umfassend renovieren.
Seit 1830 war Jean-Conrad Hottinguer verwitwet. 1841 starb er nach kurzer Krankheit im Château du Piple; seine letzte Ruhestätte fand er auf dem Cimetière du Père-Lachaise in Paris. Der ältere Sohn, Jean-Henri, der die Bankgeschäfte bereits seit 1833 führte, trat seine Nachfolge an.

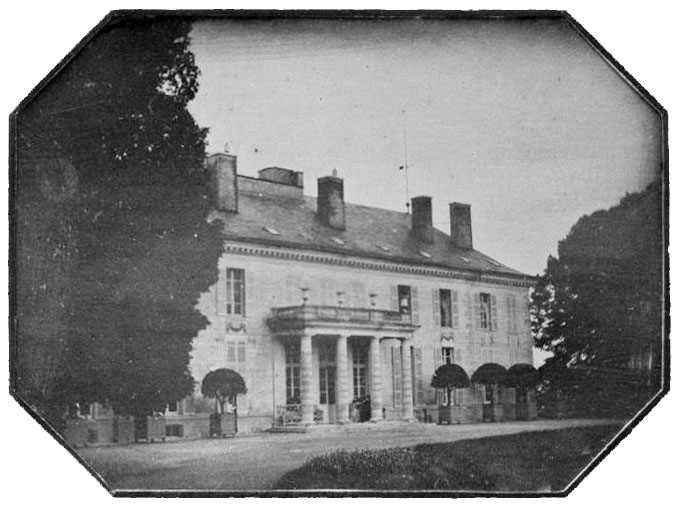
Château du Piple (1843), Daguerreotypie von Hottinguers Sohn Jean-Henri
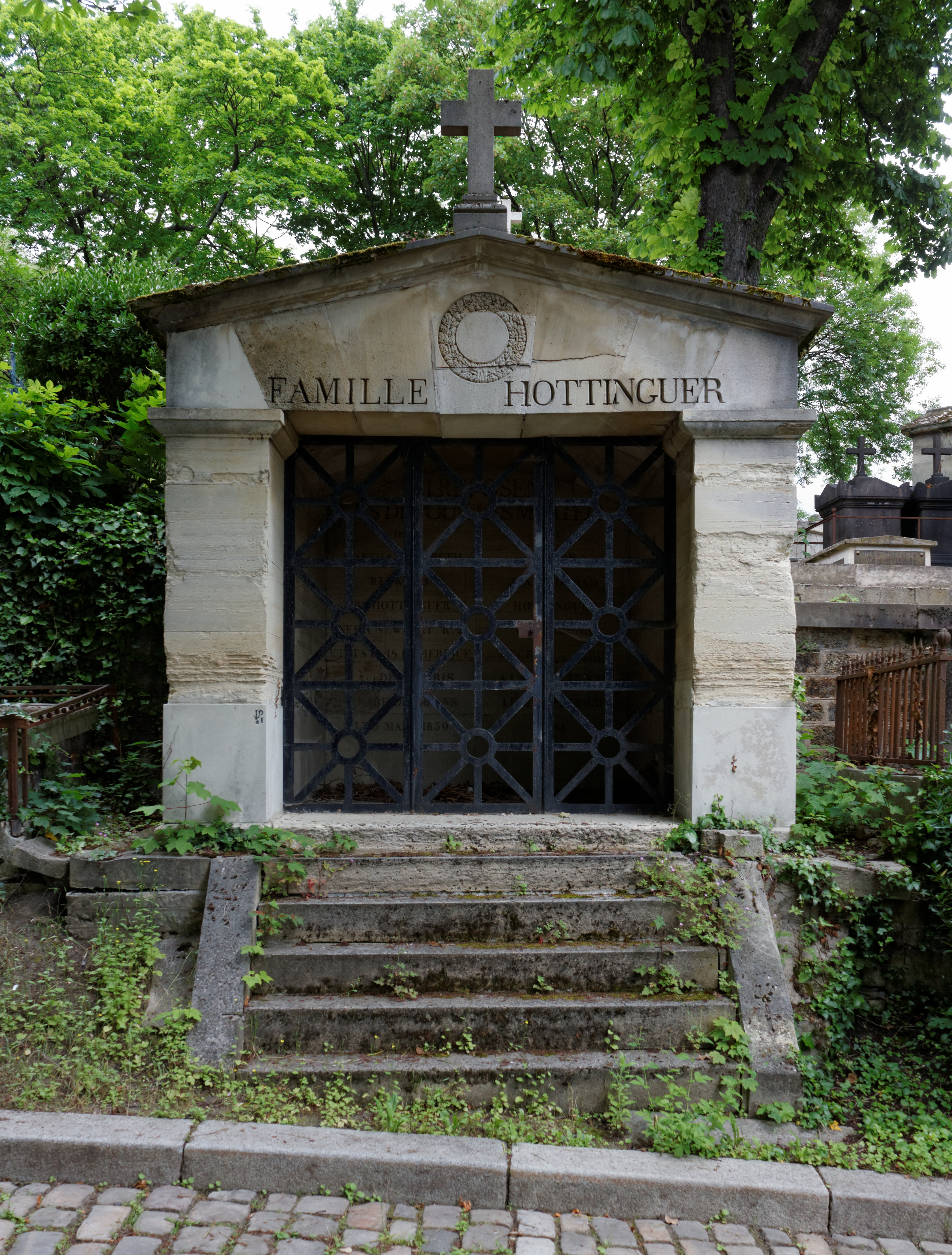
Grabstätte der Familie Hottinguer
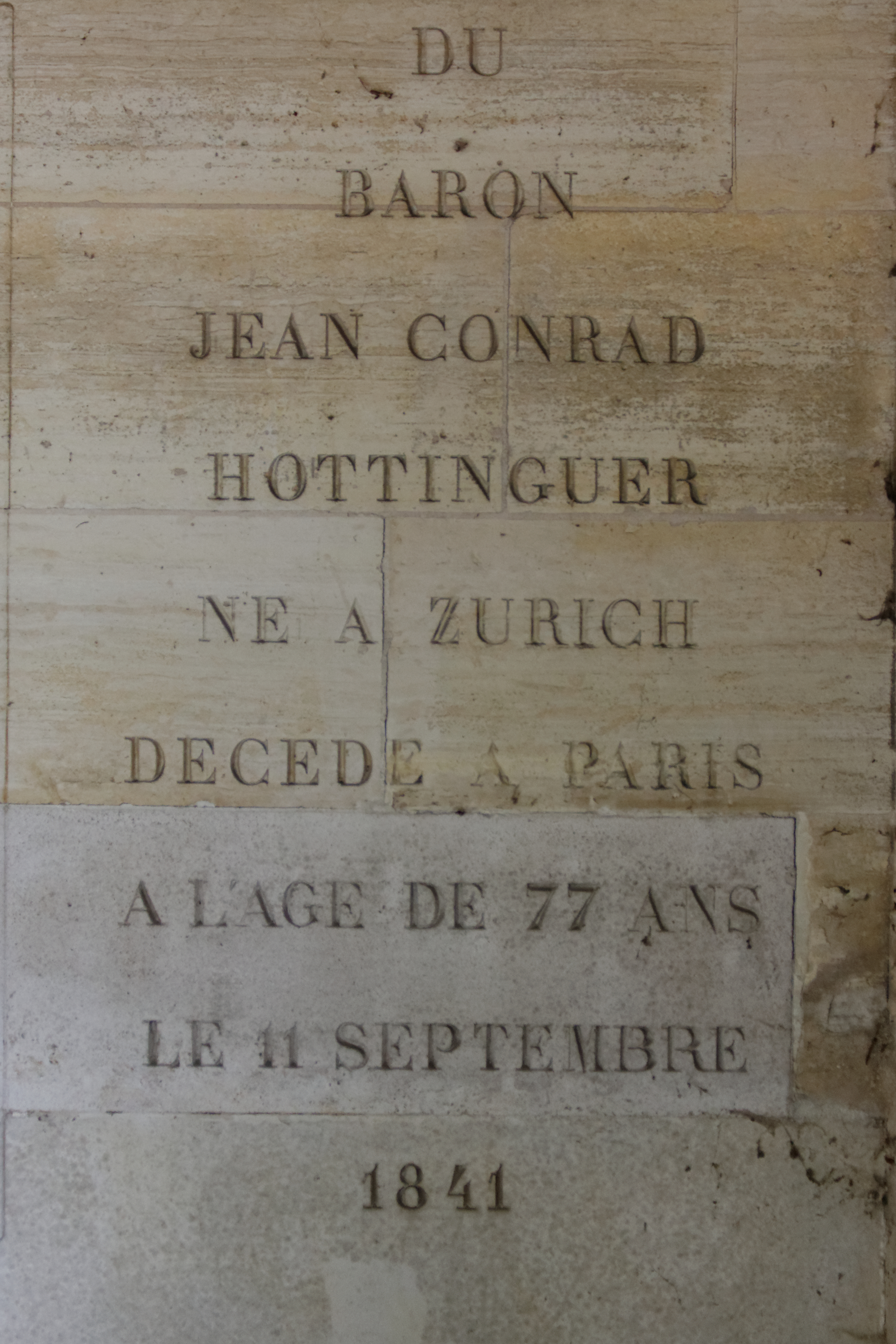
Grabinschrift

### Werdegang
Jean-Conrad Hottinguer erhielt bis zu seinem neunten Lebensjahr Unterricht durch Hauslehrer, unter anderem durch den Pfarrer Christoph Zimmermann (1752–1807). Nach dem Schulbesuch in Zürich absolvierte er eine zweijährige Berufsausbildung im Textilbereich in einer Indiennefabrik in Mülhausen; anschliessend wandte er sich jedoch dem Bankgeschäft zu. In Genf wurde er bei den Bankiers Hans Franz Passavant und Augustin de Candolle (1736–1820) in den Beruf eingeführt. 1784 zog er weiter nach Paris und wurde Kommis im Bankhaus von Jean-Barthélémy Le Couteulx (auch Lecoulteux) de Canteleu (1749–1818).
Er pflegte in Zürich freundschaftliche Beziehungen zu Johann Caspar Lavater und zum Pfarrer Johann Heinrich Waser, der 1780 hingerichtet wurde.
1786 gründete Hans Martin Usteri (1738–1790) zusammen mit weiteren Zürcher Unternehmern die Firma Usteri, Ott, Escher & Co., die den Einstieg in das Pariser Bankgeschäft anstrebte. Die Unternehmer wählten Jean-Conrad Hottinguer und Denis de Rougemont (1759–1839) zu Geschäftsführern des grösstenteils mit dem Kapital dieser Firma ausgestatteten Bankhauses Rougemont, Hottinguer & Cie. Bereits 1787 war jedoch das Unternehmen durch grosse ungedeckte Spekulationen geschädigt; 1790 wurde es aufgelöst. Jean-Conrad Hottinguer gründete daraufhin das Bankhaus Hottinguer & Cie., um möglichst viel Kapital aus dem revolutionären Frankreich (siehe Französische Revolution) zu retten. Gemeinsam mit Hieronymus Sillem beteiligte er sich auch an Staatsanleihen. Seine Nachkommen gründeten 1968 unter dem Namen Bank Hottinger & Cie ein Bankunternehmen in Zürich, das 2015 in Konkurs ging.
Die Jahre von 1793 bis 1796 verbrachte Hottinguer, wegen der Anklage des «royalistischen Verhaltens», anfangs in der Schweiz und darauf in Amerika. In dieser Zeit lernte er Charles-Maurice de Talleyrand kennen, der sich ebenfalls als Exilant bis 1796 in Amerika aufhielt. Nach Paris zurückgekehrt, etablierte sich Hottinguer als Bankier und als Finanzberater Talleyrands, welcher 1797 zu Frankreichs Aussenminister ernannt wurde.
1797 war Hottinguer in die XYZ-Affäre verwickelt: Als einer von drei Vertretern der französischen Regierung («X», «Y» und «Z») forderte er enorme Zugeständnisse von den Vereinigten Staaten von Amerika für die Fortführung von Friedensverhandlungen (siehe Quasi-Krieg), einschliesslich eines hohen Bestechungsgelds an Aussenminister Talleyrand.
1798 ging er eine geschäftliche Partnerschaft mit dem Finanzier Ignace-Joseph Vanlerberghe ein. Anfang des 19. Jahrhunderts gründete ein Freund der Familie, Heinrich Escher, die erste Hottinger-Vertretung in Amerika. 1802 gründete Hottinguer für den Handel mit den Antillen sowie mit Amerika ein Handelshaus in Le Havre. 1803 wurde er in den Verwaltungsrat (régents) der Bank von Frankreich berufen.
1812 gründete er ein weiteres Handelshaus in China. Über Filialen in Nantes und Le Havre mit eigenen Schiffsbeständen handelte er mit Sklaven (siehe Schloss Schadau) sowie in der Karibik mit Nahrungsmitteln, Baumwolle und Gewürzen, die von Sklaven geerntet wurden.
1814 wurde er zum Oberst der Nationalgarde für die XIII. Legion ernannt. Vom 8. Mai 1815 bis zum 13. Juli 1815 war er während der Herrschaft der Hundert Tage Abgeordneter der Nationalversammlung für das Département de la Seine, ein französisches Département, das Paris und einen Ring von benachbarten Gemeinden umfasste. 
Im ersten Jahr, in dem die Versicherungsbranche für Bankiers geöffnet wurde, gründete er 1817 die erste Königliche Versicherungsgesellschaft (Compagnie royale d'assurances maritimes). 1818 gründete er zusammen mit Jules Paul Benjamin Delessert die Caisse d’Epargne et de Prévoyance de Paris, die erste Sparkasse Frankreichs.
Jean-Conrad Hottinguer wurde 1825 Mitglied des Handelsrats und später Präsident der Pariser Handelskammer sowie Richter am Handelsgericht. Dazu zeichnete er sich als Förderer und Kreditgeber des Zürcher Exporthandels nach Amerika aus.
Noch zu Hottinguers Lebzeiten, aber bereits geführt von seinem Sohn, schloss sich das Bankierhaus Hottinguer 1839 «an der Spitze» weiterer Häuser mit der Bank of England «zu einer gemeinschaftlichen Operation» zusammen. Im selben Jahr protestierte das Bankhaus gegen Wechsel der «Vereinigten-Staatenbank in Nordamerika» im Wert von mehreren Millionen Franc. Die Gebrüder Rothschild waren daraufhin bereit, für die amerikanische Bank zehn Millionen Tratten zu akzeptieren.
Im Nachruf auf Hottinguer in der Zeitung Moniteur stand zu lesen: «Herr Hottinguer war einer der Kaufleute, die seit einem halben Jahrhundert dem Handel unseres Landes am meisten Ehre machten. Er nahm während seiner nutzstiftenden Laufbahn nacheinander fast alle Positionen ein, zu denen ein Kaufmann durch die Wertschätzung seiner Mitbürger berufen werden kann.»

### Gesellschaftliches Wirken
Hottinguer stand zusammen mit seinen Freunden Philipp Albert Stapfer und Delessert «an der Spitze der reformierten Kirche in Paris».
Im Neuen Nekrolog der Deutschen wurde 1843 Hottinguers Wohltätigkeit gepriesen, «mit der er alle menschenfreundlichen Unternehmen, alle gemeinnützigen Anstalten unterstützte. Besonders wo es für Schweizer oder in der Schweiz etwas Gutes zu stiften gab, fehlte H. nie und zeigte so, daß er sein altes Vaterland nicht vergessen habe…» 1840 schenkte er dem Waisenhaus sowie dem Armenhaus St. Jakob in Zürich je 6000 Franc.

## Ehrungen

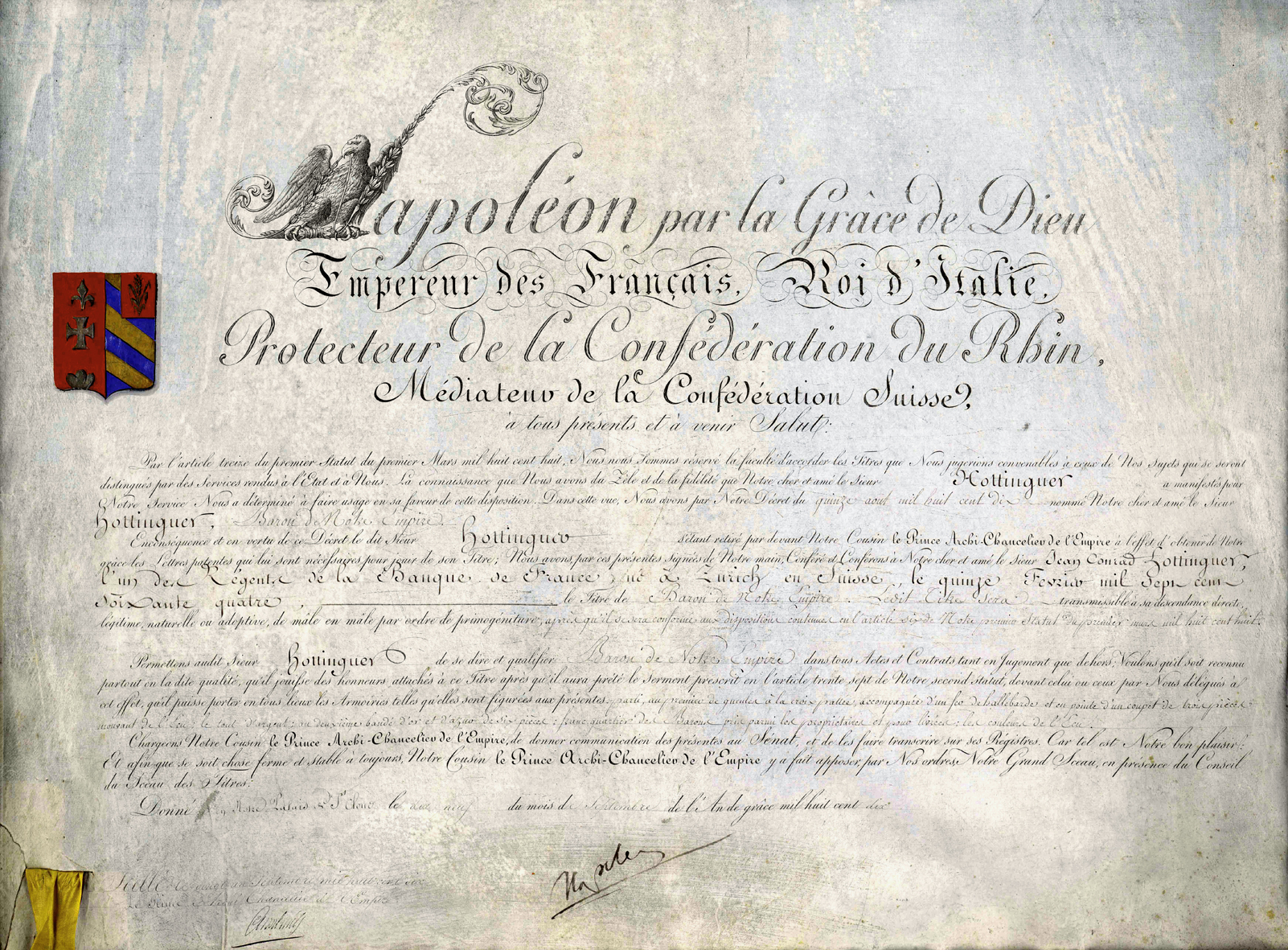
Patentschreiben von Napoleon, mit dem Jean-Conrad Hottinguer der Titel eines Barons verliehen wurde

Am 19. September 1810 wurde Jean-Conrad Hottinguer von Napoleon zum Baron de l’Empire erhoben. Dieser erbliche Titel ging in jeder Generation auf den ältesten Sohn über.
1818 wurde Hottinguer von Louis XVIII in die Ehrenlegion aufgenommen und erhielt gleichzeitig die französische Staatsbürgerschaft.